# Linea Keisei Higashi-Narita
La  Linea Keisei Higashi-Narita (京成東成田線?, Keisei Higashi-Narita-sen), gestita dalle Ferrovie Keisei, è una ferrovia a scartamento normale, diramazione della linea principale Keisei che collega le stazioni di Keisei Narita e di Higashi Narita. La linea forniva l'accesso all'Aeroporto Internazionale Narita prima della realizzazione della diramazione per l'aeroporto della linea Keisei.

## Stazioni
| Num. | Stazione       | Giappone   | Distanza totale | Collegamenti                                                     |
| ---- | -------------- | ---------- | --------------- | ---------------------------------------------------------------- |
| KS40 | Keisei Narita  | 京成成田駅 | -               | Linea principale Keisei (servizio diretto) Linea Narita (Narita) |
| KS44 | Higashi Narita | 東成田駅   | 7,1             | Ferrovia Shibayama (servizio diretto)                            |